# Кецеровски Липовец
Кецеровски Липовец (слч. Kecerovský Lipovec) насељено је мјесто са административним статусом сеоске општине (слч. obec) у округу Кошице-околина, у Кошичком крају, Словачка Република.

## Становништво
| Година:    | 1994. | 2004.    | 2014.   | 2024.    |
| ---------- | ----- | -------- | ------- | -------- |
| Број људи: | 155   | 112      | 122     | 100      |
| Разлика:   |       | -27,74 % | +8,92 % | -18,03 % |

| Година:    | 2023. | 2024.   |
| ---------- | ----- | ------- |
| Број људи: | 101   | 100     |
| Разлика:   |       | -0,99 % |

Према подацима о броју становника из 2011. године насеље је имало 121 становника.